# Gervais Kago
Arnold Gervais Kago (ur. 19 grudnia 1987 w Bangi) – środkowoafrykański piłkarz grający na pozycji pomocnika. W swojej karierze rozegrał 18 meczów w reprezentacji Republiki Środkowoafrykańskiej.

## Kariera klubowa
Swoją karierę Kago rozpoczął w klubie Olympic Real de Bangui. W sezonie 2008 zadebiutował w jego barwach w pierwszej lidze środkowoafrykańskiej. Grał w nim do 2011 roku. Wtedy też przeszedł do tanzańskiego klubu Simba SC. W sezonie 2011/2012 wywalczył z nim mistrzostwo Tanzanii. W latach 2012–2014 występował w gabońskim US Bitam, z którym w sezonie 2012/2013 został mistrzem kraju. W 2014 roku grał też w Leones Vegetarianos FC, z którym zdobył Puchar Gwinei Równikowej. W 2015 roku był zawodnikiem kameruńskiego Les Astres FC, a w latach 2016-2017 - innego klubu z tego kraju, Bamboutos FC. W sezonie 2018/2019 występował w SCAF Tocages. w latach 2019-2021 był graczem AS Tempête Mocaf, w którym zakończył karierę. W sezonie 2020/2021 zdobył z nim Puchar Republiki Środkowoafrykańskiej.

## Kariera reprezentacyjna
W reprezentacji Republiki Środkowoafrykańskiej Kago zadebiutował 29 maja 2011 roku w przegranym 0:3 towarzyskim meczu z Tunezją. Od 2011 do 2019 wystąpił w kadrze narodowej 18 razy.